# جاريد كروس
جاريد كروس (بالإنجليزية: Jarred Crous)‏ (مواليد 27 يونيو 1996) هو سبّاح جنوب أفريقي، مثّل بلاده في الألعاب الأولمبية الصيفية 2016.

## روابط خارجية
جاريد كروس على موقع الاتحاد الدولي للسباحة (الإنجليزية)
- جاريد كروس على موقع أوليمبيديا (الإنجليزية)